# Torcida

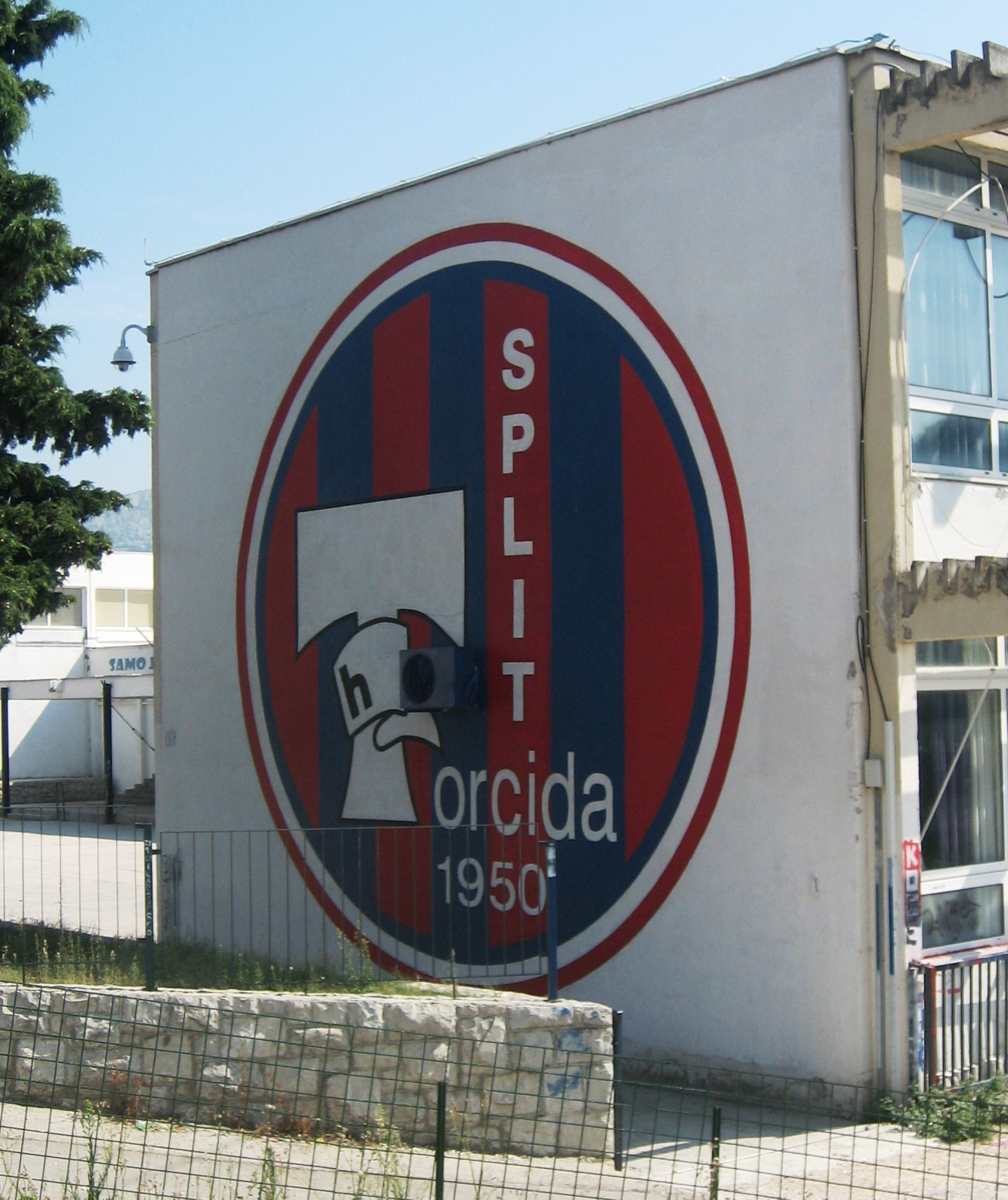
Torcida-Logo an der Wand einer öffentlichen Schule in Split

Torcida Split ist der zahlenmäßig größte und älteste Fanklub des kroatischen Fußballvereins Hajduk Split. Die Torcida wurde am 28. Oktober 1950 gegründet und gilt als älteste Fanorganisation in Europa.
Die Ultra-Gruppierung hat mit ihren aktuell etwa 8000 Mitgliedern einen starken Einfluss auf die Entscheidungen der Vereinsführung. Bekannt sind die lautstarken Anhänger vor allem für ihre Fan-Choreographien, bei denen auch regelmäßig bengalische Fackeln zum Einsatz kommen. Im Straßenbild des Großraumes Split, aber auch in zahlreichen weiteren kroatischen Ortschaften, ist die Torcida mit mehreren großflächigen Graffiti vertreten.

## Geschichte

### Gründung

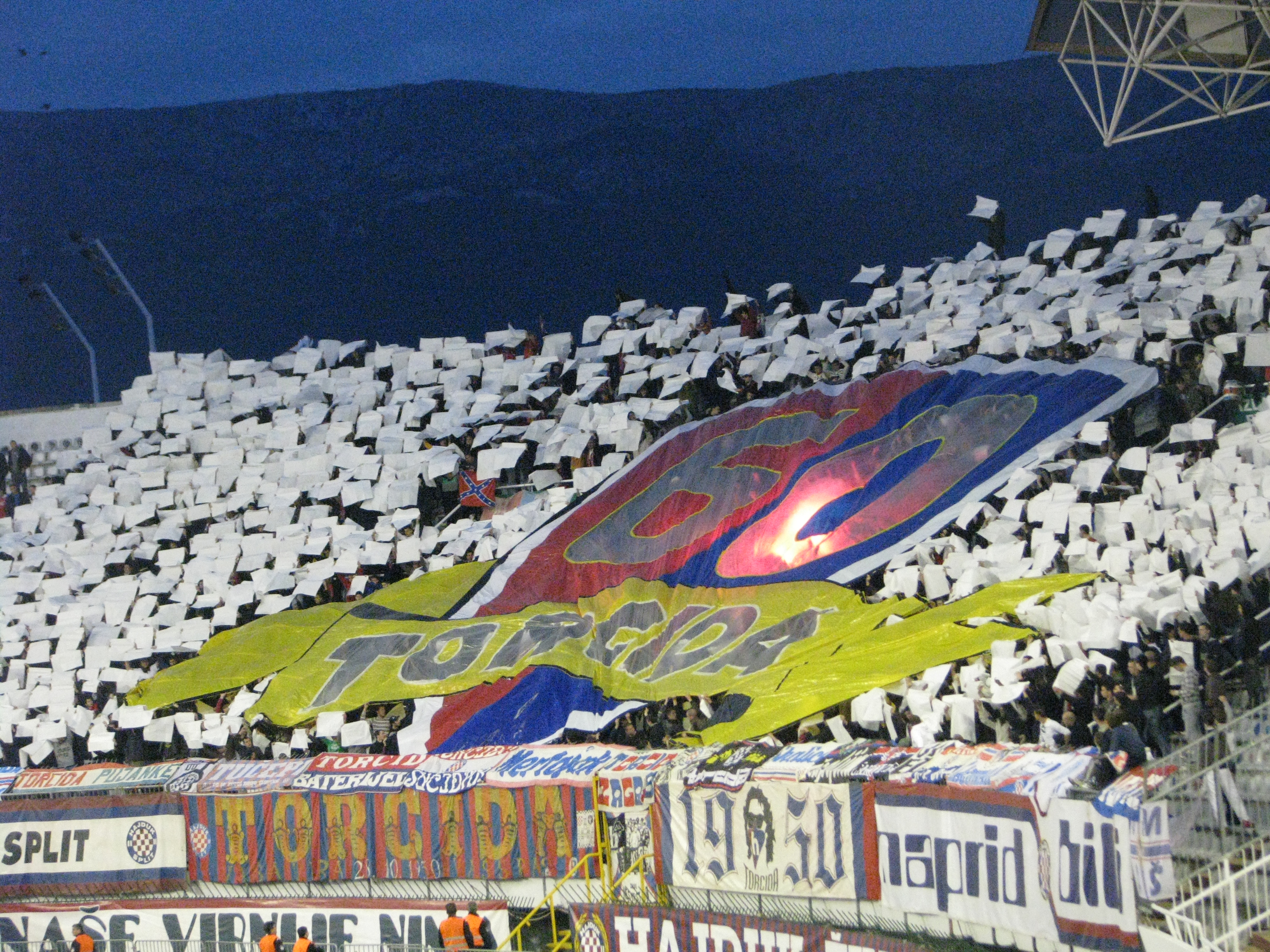
Fan-Choreografie zum 60. Geburtstag der Torcida (2010)

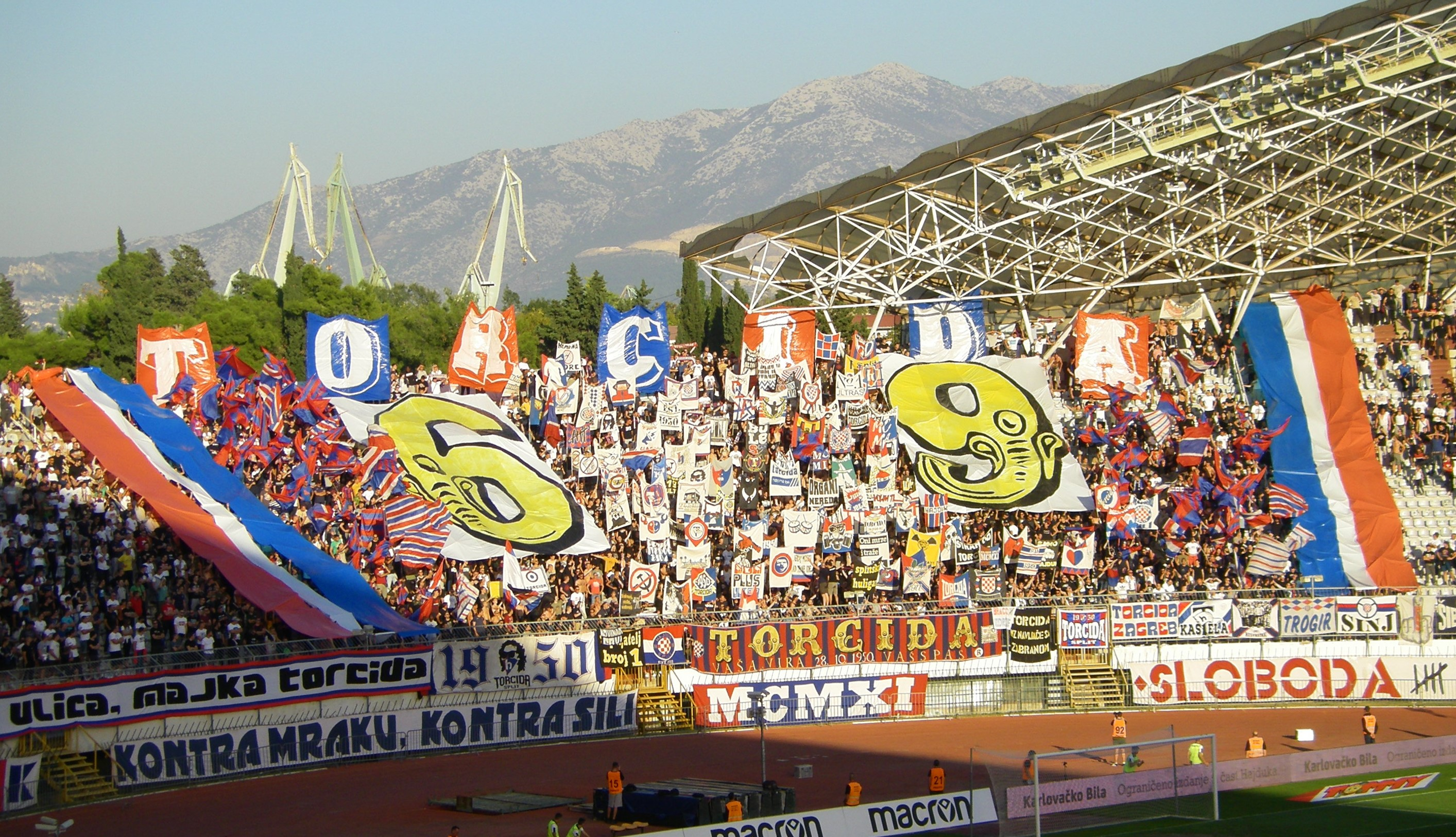
Fan-Choreografie zum 69. Geburtstag der Torcida (2019)

Nach dem Ende des Zweiten Weltkriegs hatte der Sport, insbesondere der Fußball, im ehemaligen Jugoslawien einen hohen Stellenwert. Aufbauend auf alten Stadtklubs wurden neue Vereine gegründet (Dinamo Zagreb, Partizan Belgrad, Roter Stern Belgrad) die schnell erfolgreich wurden und sich mit den alten Vereinen wie Hajduk Split spannende Meisterschaftsduelle lieferten, die oft erst am letzten Spieltag entschieden wurden.
Diese Situation gab es auch am vorletzten Spiel im Oktober 1950 vor dem Spiel zwischen Hajduk Split und Roter Stern Belgrad, dem entscheidenden Spiel für die jugoslawische Meisterschaft, welches in Split ausgetragen wurde. Die Begeisterung führte bei einer Gruppe von Hajduk-Split-Fans, die zu der Zeit in Zagreb studierten, zu der Entscheidung, eine organisierte Fangemeinschaft zu bilden. Orientiert haben sich die Studenten damals an der brasilianischen Torcida, die bei der Weltmeisterschaft 1950 durch temperamentvolle Unterstützung aufgefallen sind. So wurde Torcida am 28. Oktober 1950 durch einen Kern von 113 Studenten und anderen Jugendlichen, hauptsächlich aus Dalmatien stammend, gegründet.
In Kooperation mit einem Jugendverband der Universität Zagreb organisierte die Gruppe mehrere tausend Studenten und andere Hajduk-Split-Fans aus Zagreb zum großen Derby in Split. Diese Mobilisierung sowie kleinere Vorfälle, wie nächtliche Hupkonzerte vor dem Hotel der Spieler von Roter Stern Belgrad, führten dazu, dass mehrere Belgrader Medien das Verhalten der Torcida verurteilten. So hieß es unter anderem, dass „das unanständige Verhalten der Torcida rechtzeitig gestoppt werden müsse, bevor es zu Hass zwischen den Klubs kommt“. Die Führung von Hajduk Split hingegen begrüßte die Anstrengungen der Fans.
Beim Spiel selbst waren damals 20.000 Fans in dem hoffnungslos überfüllten Stadion anwesend und die Torcida sorgte für eine lautstarke Unterstützung. Obwohl Roter Stern Belgrad ein Unentschieden reichte und sogar 1:0 in Führung ging, gewann Hajduk Split das Spiel 2:1 durch ein Tor in der 87. Minute und damit die Meisterschaft.
Roter Stern Belgrad akzeptierte die Niederlage jedoch nicht und wandte sich an den damals mächtigen kommunistischen Politiker Milovan Đilas in der Belgrader Regierung, der daraufhin eine Untersuchung des Spiels anordnete. Das damalige Präsidium von Hajduk Split, Ante Jurjević Baja und Jure Bilić, erhielten daraufhin von der Partei eine schriftliche Abmahnung und der Mannschaftskapitän Frane Matosić, der den Belgrader Torhüter Stankovic während des Spiels zu Boden geschickt hatte, wurde aus der Kommunistischen Partei ausgeschlossen. Eines der Gründungsmitglieder Vjenceslav Žuvela wurde aufgrund des Tragens eines Symbols mit den Lettern „T“ und „h“ zu drei Jahren Gefängnis verurteilt – das Gericht interpretierte die Buchstaben als „Torcida Hrvatska“ (Torcida Kroatien).
Die politische Verurteilung der „Torcida“ führte dazu, dass eine formale Gründung der Organisation unmöglich wurde. In den nachfolgenden Jahren kam es öfter spontan zur Konzentration kleinerer Gruppen in bestimmten Bereichen des Stadions. Mitte der 1960er kam es häufiger zum Einsatz von Pyrotechnik, die oft auch auf das Feld geworfen wurde. Ausschreitungen gab es in dieser Zeit eher selten. Nationale/politische Anfeuerung wurde vermieden, da diese durch Polizei und Gerichte streng bestraft wurden.

### 1970er

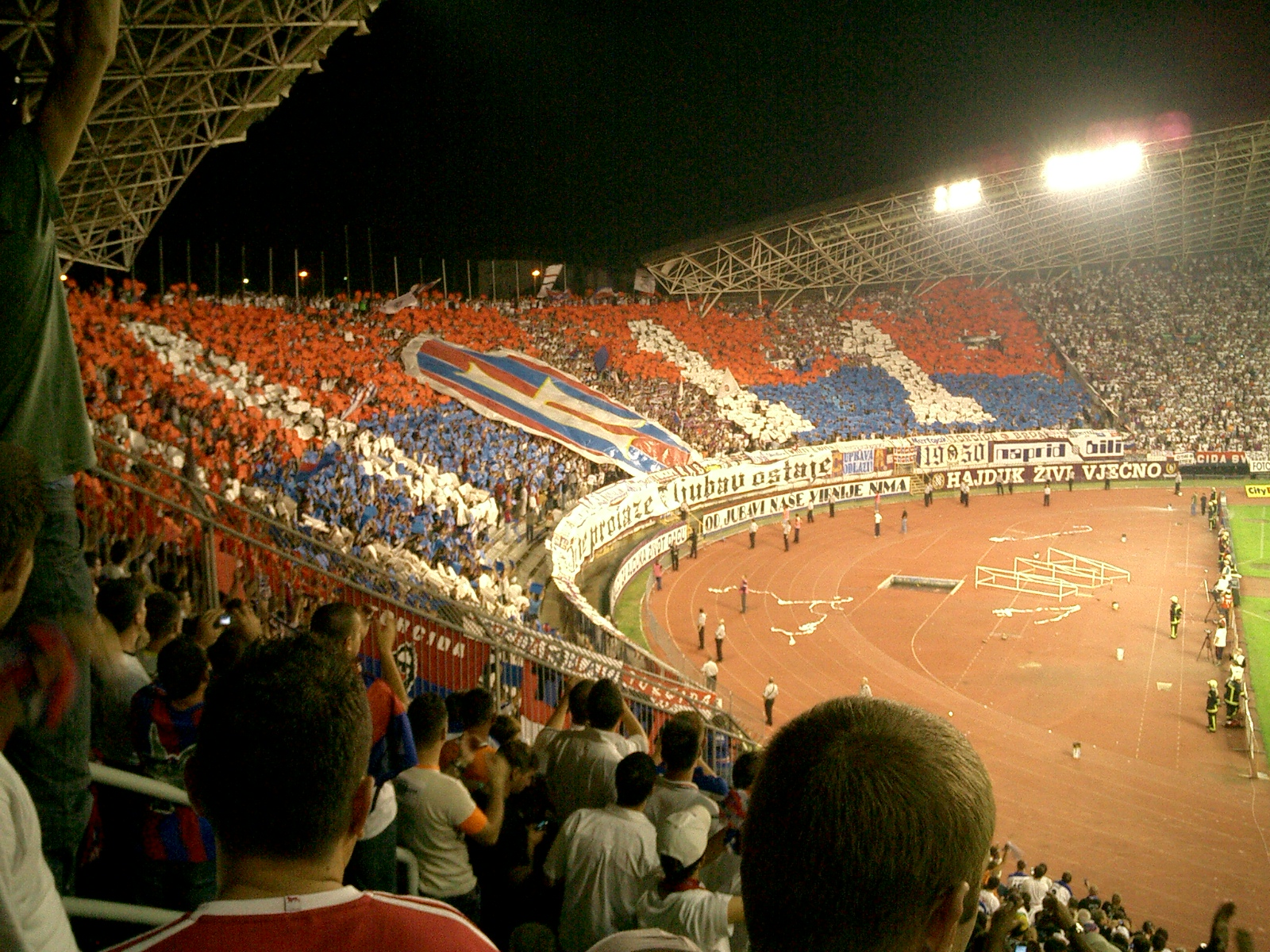
Torcida-Choreografie in der Nordtribüne

Zu Beginn der 1970er Jahre versammelten sich regelmäßig kleinere Gruppen von passionierten Hajduk-Split-Fans im östlichen Teil des Stadions von Split und bestimmten von dort aus die Anfeuerung. Anfänglich wurde auf Ikonographie bei der Anfeuerung wenig Wert gelegt, was sich durch die hauptsächlich jungen Fans änderte. Diese orientierten sich in den 1970er Jahren zuerst an der südländischen Fankultur und erstellten viele Club-Flaggen und Banner der Gruppen im Block. Schließlich führte der Einfluss der nördlichen Fankultur, hauptsächlich der englischen, zur Entwicklung von Schlachtrufen – ebenso wurden auch gewalttätige Auseinandersetzungen häufiger. Der Organisationsgrad der Fangruppe nahm in der zweiten Hälfte der 70er Jahre zu. Auch abseits der Spiele begannen die Fans sich zu treffen, hauptsächlich in der Altstadt von Split, um über vergangene und kommende Spiele zu reden, neue Mitglieder anzuwerben oder neue Choreographien zu erstellen.
Zu dieser Zeit gab es im internationalen Fußball eine große Veränderung hinsichtlich der Gewalt durch Hooligan, was sich auch auf die Torcida auswirkte. Es kam häufiger zu organisierten, gewalttätigen Auseinandersetzungen und Übergriffen auf andere Fangruppen, hauptsächlich auf den Straßen und den Bahnhöfen nach dem Spiel. Schlägereien im Stadion gab es eher selten, beispielsweise jedoch beim Spiel gegen Roter Stern Belgrad im Jahr 1974. Mehrere hundert Soldaten der jugoslawischen Armee waren in die Massenschlägerei im Stadion verwickelt, bei der es viele Verletzte gab. Schlimmeres konnte nur verhindert werden als ein Major der Armee eine Waffe zog, um die Gruppen zu trennen.
Der harte Kern der Torcida „Nesvrstane“ (dt. die Unbeugsamen) insistierte auf eine neue Identität und setzte sich vom Rest ab, indem sie auf dem Ärmel ihrer Jeans-Jacke den Buchstaben „N“ trugen. Auf einer kroatischen Fahne standen die Worte „patria nostra“ (dt. unsere Heimat). Die Jungs organisierten sich besonders in den Jahren 1978 und 1979 und trafen sich in einem eigenen Raum im Stadtzentrum. An der Wand hing eine alte kroatische Fahne. Von hier aus wurden alle Fäden gezogen und Auswärtsspiele sowie die dazugehörigen Ausschreitungen Ende der 70er koordiniert. Eine dieser Ausschreitungen fand am 19. Juni 1979 in Sarajevo statt und hatte mehrere Verletzte zur Folge.

### 1980er

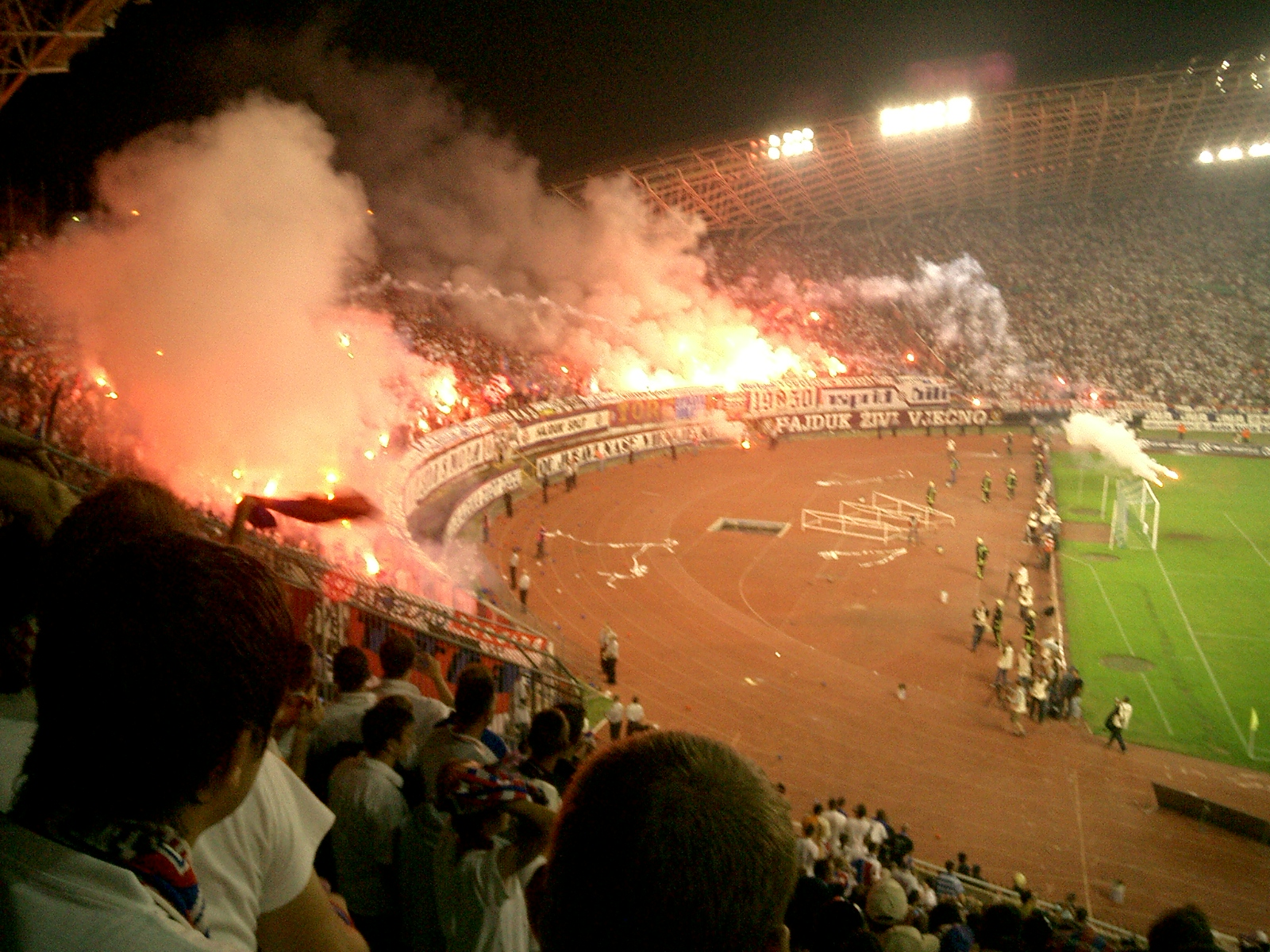
Bengalische Fackeln beim berüchtigten kroatischen Derby gegen Dinamo Zagreb (2006)

In den 1980er Jahren kamen die Unterschiede der einzelnen Fangruppen und die Rivalitäten besonders zum Vorschein. Der harte Kern der „Unbeugsamen“ nimmt offiziell den alten und neuen Namen „Torcida“ an und will damit die Gründer von 1950 ehren und die Tradition der Torcida fortsetzen. Anfang der 1980er wurde die Stadt mit Parolen wie „allen Kroaten ein frohes Weihnachtsfest“ und „Tod dem Kommunismus“ übersät. Die damalige Regierung bezeichnete diese Sprüche als chauvinistische, klerikale und staatsfeindliche Parolen und es kam zu Interventionen durch die Polizei. Im Stadion erschien ab der Mitte der 1980er bei den Heimspielen ein Banner mit der Aufschrift „TORCIDA“ und es kamen weitere Banner aus Orten im Umkreis von Split hinzu („TORCIDA SEGET“ etc.) was die wachsende Popularität verdeutlichte. Gleichzeitig wurden die Graffiti der Torcida in der Stadt immer zahlreicher und sind nach wie vor beinahe überall in Split zu sehen.
Das brasilianische Vorbild wandelte sich nun mehr zur englischen Fanszene, die nordeuropäische Fankultur prägte das Bild im ehemaligen Jugoslawien und die Gewalt rückte in den Vordergrund bei den Fußballspielen. Die Anzahl der gewaltbereiten Fans stieg um ein Vielfaches. Ein Beispiel dafür ist das Spiel zwischen Hajduk Split und Olympique Marseille im Pokal der Pokalsieger, das am 5. November 1987 stattfand. Das Rückspiel in Split wurde in der ersten Halbzeit vorzeitig abgebrochen, da die Torcida eine Tränengasbombe auf das Spielfeld geworfen hatte. Panik machte sich auf den Rängen breit und zum Glück war das Stadion nicht ausverkauft. Das Spiel wurde mit 3:0 für Olympique Marseille gewertet. Split erhielt eine hohe Geldstrafe und wurde international für zwei Jahre gesperrt.
Auch national waren weitere Ausschreitungen an der Tagesordnung. Eine der schwersten war mit der damals neu firmierten Armada. Diese trat zum ersten Mal im jugoslawischen Pokalfinale 1987 (ausgetragen in Belgrad) in Erscheinung und wurde dort durch die Fans von Roter Stern Belgrad unterstützt. Im Hinblick auf den aufkommenden Nationalismus gegen Ende der 80er Jahre in Jugoslawien wurde es als Affront angesehen, dass sich kroatische Fans mit serbischen Fans verbrüdern. Darüber hinaus „jagte“ die Armada immer wieder Fans von Hajduk innerhalb von Rijeka. In der folgenden Saison 1988 beim Spiel in Rijeka wurde die Armada wiederum durch die Fans des RS Belgrad „unterstützt“. In der Halbzeitpause wurde die Torcida mit Bengalos in beworfen. Die so provozierte Torcida, hat die unzureichende Absperrung durchbrochen und es kam zum Schlagabtausch mit der überforderten Miliz sowie den gegnerischen Fangruppierungen.
Eher kurios ist der Vorfall beim Spiel im Halbfinale des UEFA-Pokals der Saison 1983/84 gegen Tottenham Hotspur, als Fans vor dem Spiel auf das Spielfeld gestürmt sind und das Wappentier von Tottenham, einen Hahn, getötet haben.

### Anfang der 1990er

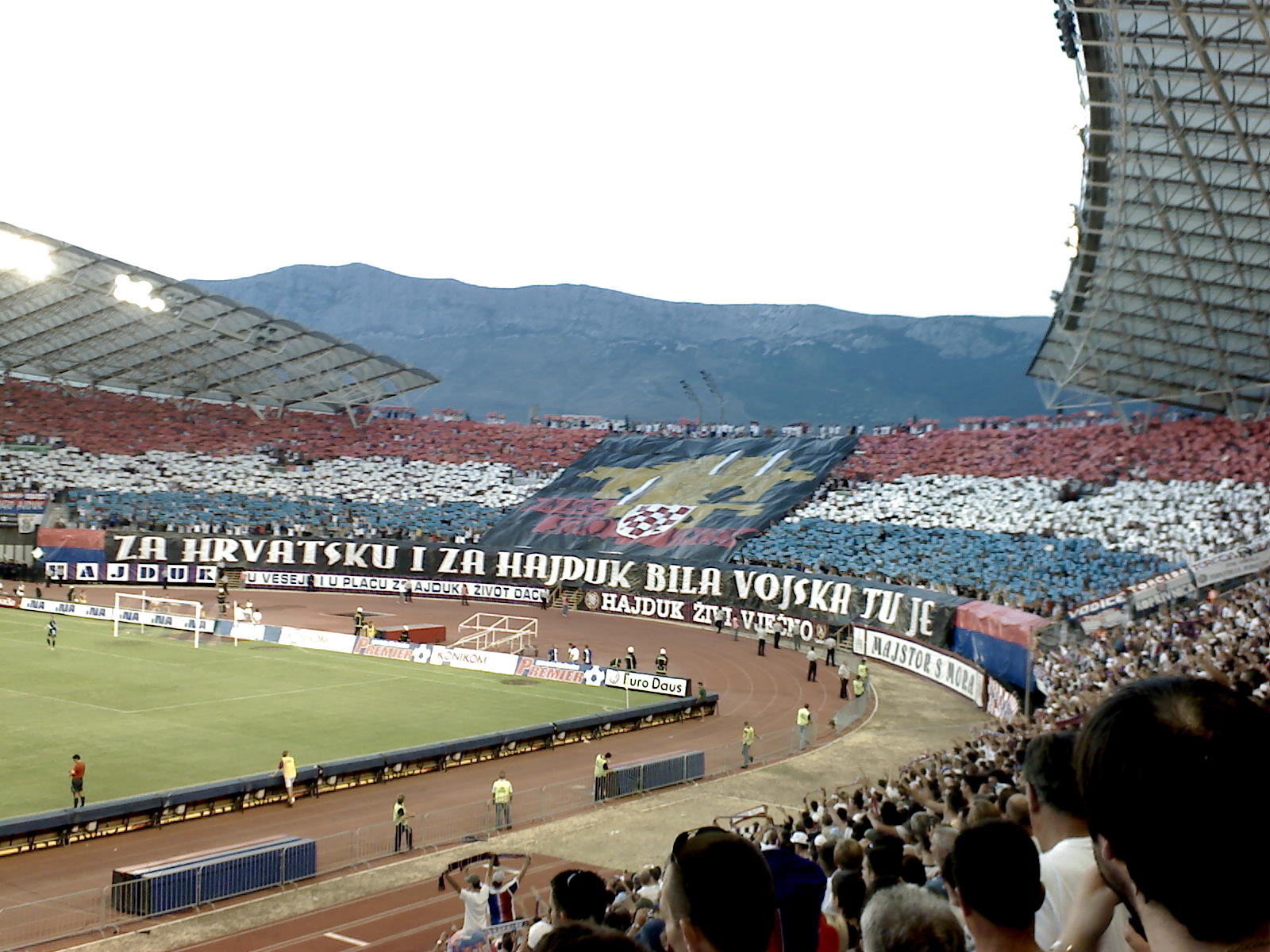
Torcida-Choreografie zu Ehren der Kämpfer der 4. Garde-Brigade der kroatischen Armee im Kroatienkrieg (2007)

In der letzten Saison 1990/1991, kurz vor der offiziellen Proklamation der Unabhängigkeit Kroatiens, gewann Hajduk Split in Belgrad das letzte jugoslawische Pokalfinale gegen den späteren Europapokalsieger Roter Stern Belgrad durch ein Tor von Alen Bokšić mit 1:0. Die Rückgabe der Trophäe, eigentlich Eigentum des jugoslawischen Fußballverbandes, wird bis heute verweigert.
Am 26. September 1990 beim Spiel gegen Partizan Belgrad demonstrierte die Torcida ihre Ablehnung gegen die jugoslawische Idee. Das Spiel wurde beim Stand von 0:2 durch die Fans unterbrochen. Es wurde dabei die im Stadion hängende Nationalflagge Jugoslawiens in Brand gesetzt.
Im Jahr 1991 und mit Beginn des Kroatienkriegs gingen viele Mitglieder der Torcida freiwillig, wie auch Mitglieder anderer kroatischer Vereine, an die Front. Zu Ehren aller gefallenen Hajduk-Fans, die ihr Leben im Krieg gelassen hatten, steht ein Denkmal im Poljud-Stadion unterhalb des Fanblocks Sjever (Nordkurve) Eingang „M“.

### Ab 2000

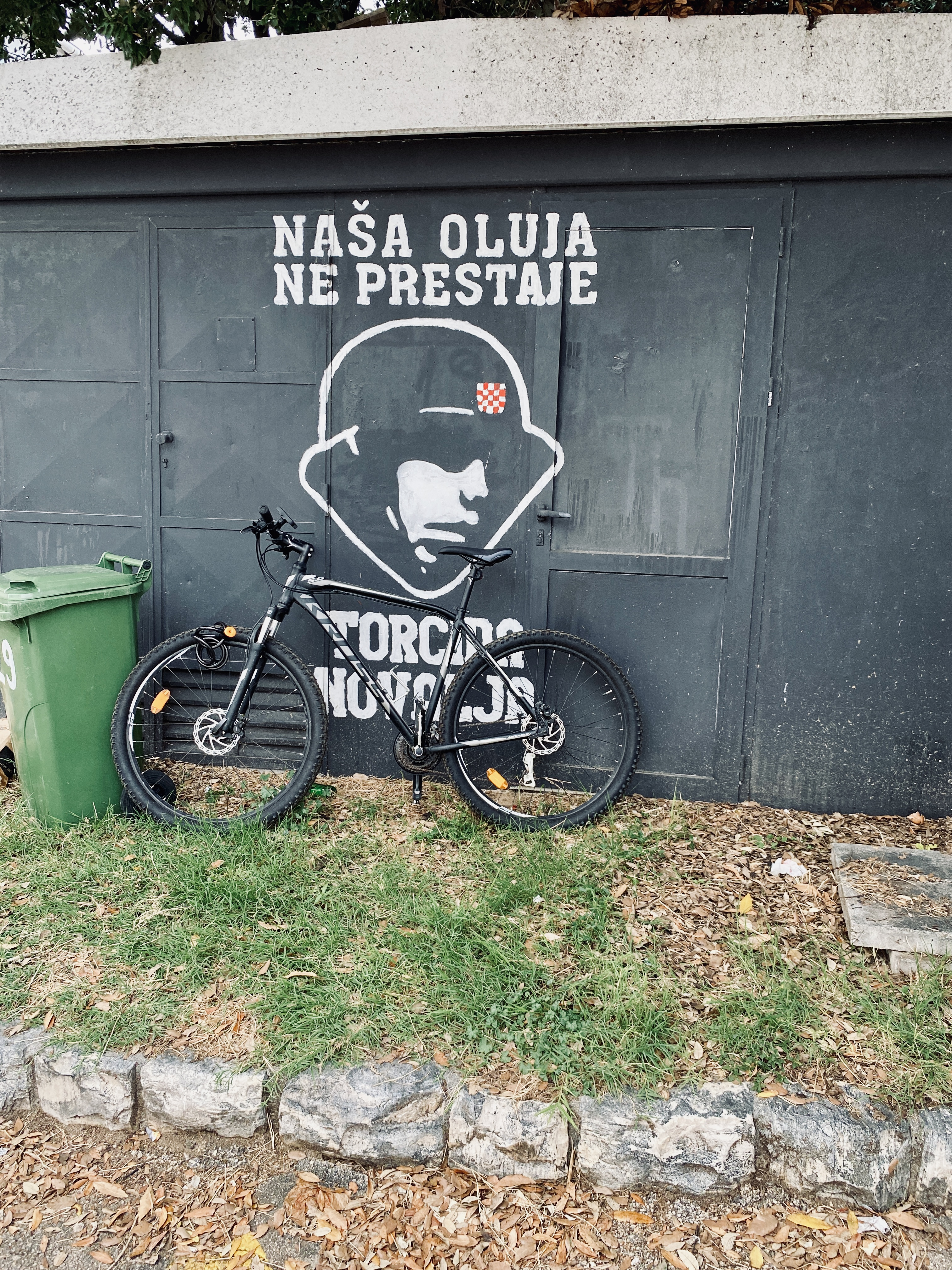
Torcida-Graffito in Novalja

Im November 2007 wurde berichtet, dass zahlreiche Mitglieder von Torcida Split schwarze T-Shirts mit der Aufschrift „Hajduk jugend“ (in Anspielung auf Hitlerjugend) in Fraktur und einem Adler mit dem Hajduk-Logo (ähnlich einem Nazi-Partei-Symbol) trugen. Die T-Shirts wurden auch auf der Torcida-Webseite verkauft. Stipe Lekić, ein Mitglied von Torcida Split, sagte nach Nachfrage von Reportern, dass „Torcida Split schon immer eher nach rechts tendierte“.
Beim Auswärtsspiel gegen Inter Mailand im August 2012 sorgten kroatische Hooligans für Aufsehen, als sie vor dem Spiel randalierten. Dabei wurden Sicherheitskräfte und Polizisten verletzt. Die Polizei setzte Tränengas gegen die Randalierer ein. Insgesamt wurden 33 Hooligans festgenommen.
Beim Auswärtsspiel gegen HNK Rijeka am 28. September 2013, kam es zu schweren Ausschreitungen, nachdem brennende Fackeln auf das Spielfeld und ins Publikum geworfen wurden. Das Spiel wurde unterbrochen. Ein großes Aufgebot der Polizei verhinderte, dass die Torcida das Spielfeld stürmte.